# Gugundhabe
Gugundhabe és un clan somali part de la confederació de clans hawiye
Viuen principalment a Hiiraan, Bay, Gedo, Bakool, Shabeellaha Dhexe, la zona del baix Shabelle, i baix i mig Juba, a Somàlia. També hi ha membres del clan vivint al sud d'Etiòpia i nord-est de Kenya.

## Sub-clans
- Baadicadde.
- Degodia.
- Gaaljecel.
- makanne.
- Jiidle.
- Jijeele
- masare.
- Jiryar.
- Murale.